# Ариана (бира)
Вижте пояснителната страница за други значения на Ариана.
„Ариана“ е търговска марка българска бира, тип лагер, която се произвежда от пивоварната „Загорка“АД, Стара Загора, собственост на международната пивоварна компания „Хайнекен“.

## История
През 1995 г. столичната пивоварна „Софийско пиво“ пуска на пазара нова марка бира „Ариана“. Бирата носи името на една от най-старите бирарии в София, разположена на централния вход на Борисовата градина.
„Софийско пиво“ е продължител на пивоварната традиция на братя Прошекови, които построяват и пускат в действие първата в София пивоварна фабрика през 1884 г.
След национализацията през 1947 г. фабриката на братя Прошек се преименува на пивоварна „Витоша“, като впоследствие става част от комбината „Софийско пиво“.
През 1996 г. „Софийско пиво“ се преименува на „Пивоварна Ариана“. През 1997 г. контролният пакет от акциите на „Пивоварна Ариана“ са придобити от „Хайнекен" и „Кока-Кола Хеленик Ботлинг Къмпани“.
В края на 2003 г. – началото на 2004 г. „Пивоварна Ариана“ окончателно е затворена и производството изцяло се премества в „Пивоварна Загорка“ в Стара Загора.
Търговската марка „Ариана“ е една от основните марки в портфолиото на „Загорка“АД, и има дял от 50 % от общите продажби на компанията.

## Характеристика и асортимент
Ариана е лагер бира, основните съставки на която са ечемичен малц, вода, хмел и мая. Отличава се със светлозлатист цвят, умерена карбонизация, свеж вкус, с лек аромат на малц и хмел. Предлага се на пазара в стъклени бутилки от 0,5 л., като и в PET бутилки от 1 и 2 л.
От февруари 2009 г. „Ариана“ е с ring pull технология за отваряне. От 2011 г. бирата се предлага на пазара в нова стъклена бутилка.
Търговският асортимент на „Ариана“ включва две търговски марки:
- „Ариана“ – светла бира с екстрактно съдържание 10° P и алкохолно съдържание 4,5 % об. и
- „Ариана Тъмно“ – тъмна бира с екстрактно съдържание 13° P и алкохолно съдържание 5,5 % об.

## Любопитен факт
И двете марки на търговския асортимент „Ариана“ („Ариана“ и „Ариана тъмно“) са отличени със златни медали на международните селекции за качество 2012, организирани от Монд Селексион (Международен Институт по качество) в Атина, Гърция